# Skyhooks
Pour les articles homonymes, voir Skyhook.
Skyhooks est un groupe australien de rock actif entre 1973 et 1980 et reformé à plusieurs reprises dans les années 1980 et 1990.
C'est l'un des groupes de rock australien les plus populaires des années 1970, avec plusieurs albums certifiés disque de platine en Australie. Il se distingue par son image glam rock extravagante et par les paroles osées de ses chansons, qui abordent de manière explicite des thèmes comme le sexe ou la drogue. L'historien David Nichols résume cet écart entre l'image du groupe et le sujet de ses paroles en le décrivant comme « un croisement entre Roy Wood et Randy Newman ».

## Histoire

### Origines
Skyhooks est formé en mars 1973 à Melbourne par le chanteur Steve Hill, les guitaristes Peter Inglis et Peter Starkie (en), le bassiste Greg Macainsh (en) et le batteur Imants (dit « Freddie ») Strauks. Macainsh et Strauks ont précédemment joué ensemble au sein de Frame. Le groupe est rapidement découvert par Ross Wilson (en), ancien chanteur du groupe Daddy Cool, qui convainc Michael Gudinski (en) de le signer sur son label Mushroom Records. Les deux guitaristes ont entre-temps été remplacés par Bob Starkie, dit « Bongo » (le frère de Peter) et Red Symons (en).

### Succès

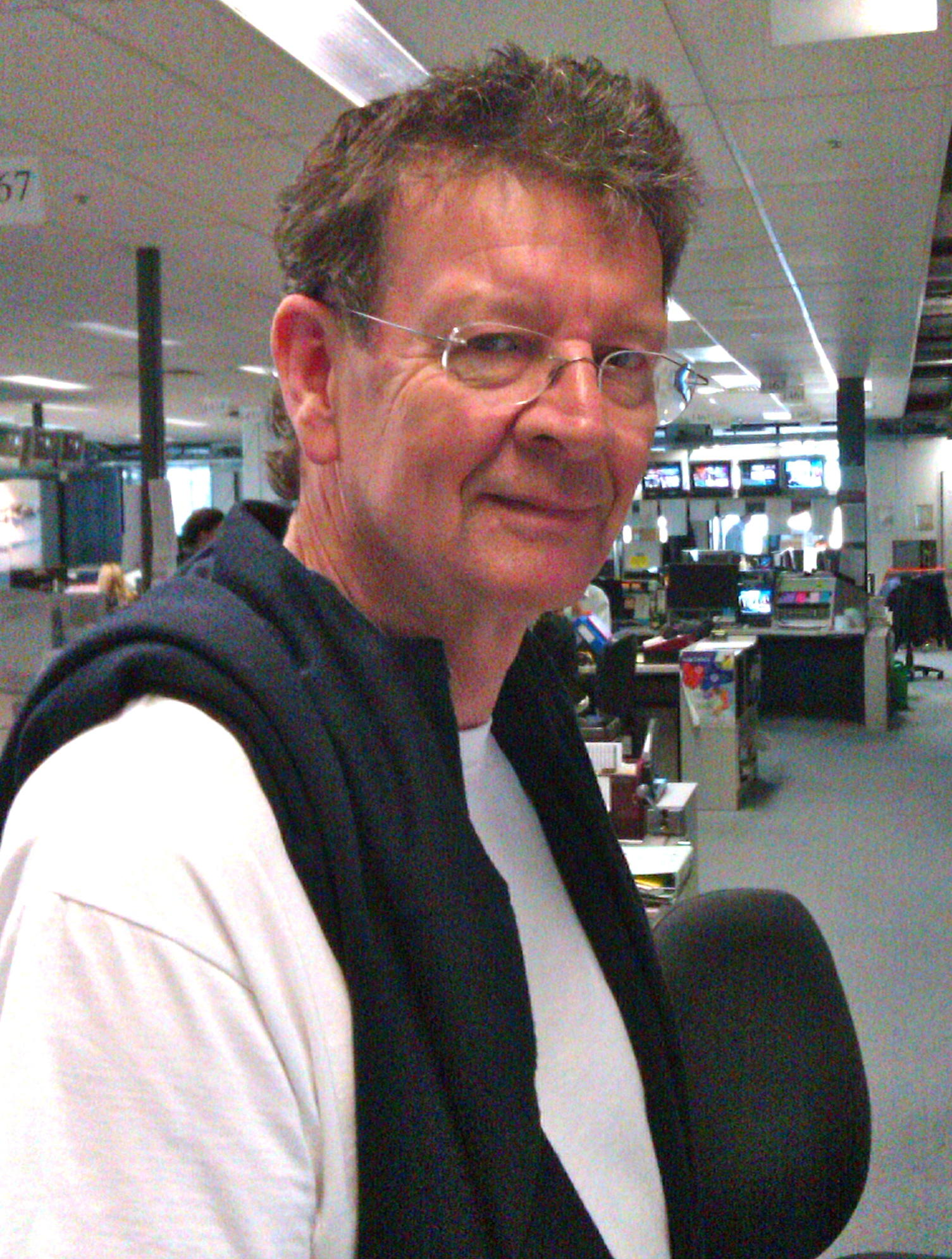
Red Symons en 2011.

En mars 1974, peu après avoir joué au Sunbury Pop Festival, Skyhooks change de chanteur, Steve Hill laissant la place à Graeme Strachan (en), dit « Shirley ». Son arrivée marque la naissance de la formation classique du groupe. C'est avec lui que Skyhooks enregistre son premier album, Living in the 70's (en), presque entièrement écrit et composé par Macainsh et produit par Ross Wilson. Sorti en octobre 1974, c'est un succès immédiat et phénoménal : il se classe en tête des meilleures ventes pendant 16 semaines et s'écoule à plus de 200 000 exemplaires, malgré (ou grâce à) la censure de six de ses dix chansons par la Federation of Australian Commercial Broadcasters (en), qui interdit leur diffusion à la radio en raison de leurs allusions au sexe et à la drogue. Cela n'empêche pas la nouvelle station Double J de commencer ses opérations en passant l'une de ces chansons interdites, You Just Like Me Cos I'm Good in Bed,.
Le deuxième single de Skyhooks, Horror Movie (en), atteint le sommet du hit-parade australien au début de l'année 1975. Le groupe passe dans l'émission de télévision de ABC Countdown pour le promouvoir et se fait remarquer avec ses costumes extravagants conçus par la modiste Uschi Flett. 1975 les voit également donner une grande tournée en Australie et enregistrer leur deuxième album, Ego Is Not a Dirty Word (en), toujours produit par Wilson, qui sort au mois de juillet et connaît le même succès que son prédécesseur.
Gudinski conclut un accord avec Mercury Records pour éditer les albums de Skyhooks aux États-Unis. Le groupe s'y rend en mars 1976 pour une tournée de 35 concerts avant d'investir le studio The Record Plant de Sausalito où il enregistre son troisième album, Straight in a Gay Gay World (en). Skyhooks rentre en Australie en août sans être parvenu à percer sur le sol américain, le public n'adhérant guère aux costumes et au maquillage des membres du groupe. Bien que des comparaisons superficielles soient dressées avec Kiss, Red Symons estime qu'ils ont davantage en commun avec Roxy Music, groupe d'art rock britannique avec qui ils partagent l'affiche à La Nouvelle-Orléans. Le public australien reste en revanche conquis : comme ses prédécesseurs, l'album arrive en tête des ventes et le groupe se voit décerner sept disques de platine.

### Changements et séparation

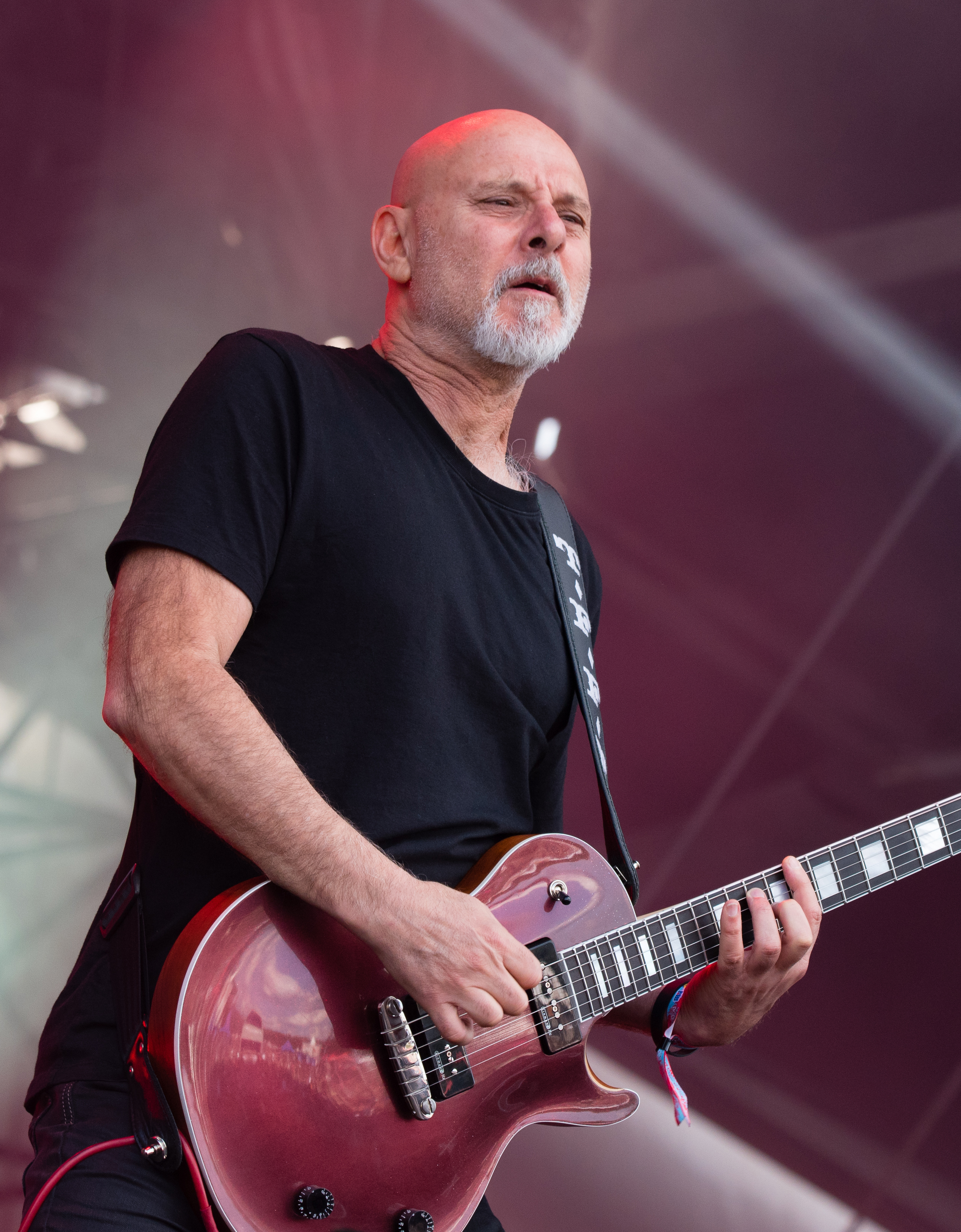
Bob Spencer en 2018.

Red Symons quitte Skyhooks en février 1977. Avec son remplaçant Bob Spencer (en) (ex-Finch (en)), le groupe abandonne le glam rock au profit d'un son plus hard. Cette évolution coïncide avec un déclin des ventes : le quatrième album de Skyhooks, Guilty Until Proven Insane (en), ne dépasse pas la 6e place des charts, tandis que le 45 tours Megalomania / BBBBBBBBBBBBBoogie est le premier single du groupe à ne pas entrer dans le Top 40.
En juin 1978, c'est au tour de Shirley Strachan (qui a déjà publié quelques singles en solo) d'annoncer son départ. Un album en concert, Live! Be in It, est publié à la fin de l'année avant la parution du premier single enregistré avec le remplaçant de Strachan, Tony Williams, Over the Border / Wrong Number but the Right Girl. Si la compilation The Best of Skyhooks se classe dans le Top 10 des ventes en 1979, le cinquième album studio du groupe, Hot for the Orient (en), est un échec commercial, tout comme les singles qui en sont tirés. Skyhooks annonce sa séparation après un ultime concert à Kalgoorlie le 16 juin 1980. En réponse aux critiques négatives reçues par ses derniers disques, le groupe s'adresse aux critiques et stations de radio avec une publicité pleine page dans le magazine Juke (en) qui proclame fièrement « Why Don't You All Get Fucked », en référence à la chanson du même nom parue sur l'album Guilty Until Proven Insane,.

### Réunions et postérité
Le groupe de heavy metal britannique Iron Maiden enregistre une reprise de Women in Uniform qui paraît en single en 1980. Elle figure sur la version australienne de son deuxième album, Killers, sorti l'année suivante.
La formation classique de Skyhooks se réunit à plusieurs reprises dans les années 1980 et 1990. Le succès du mégamix Hooked on Hooks, sorti fin 1982, convainc les cinq membres d'organiser une tournée en Australie qui donne lieu à l'album Live in the 80's en 1983. L'année suivante, ils donnent un concert unique au stade olympique de Melbourne pour célébrer le dixième anniversaire du premier album du groupe. Des séances d'enregistrement pour un nouvel album prennent place en 1990 et 1994, mais à l'exception des singles Jukebox in Siberia (en) (no 1 des ventes en novembre 1990) et Tall Timber, elles ne voient le jour qu'en 1999 sur la compilation The Collection.
Skyhooks fait son entrée au ARIA Hall of Fame en 1992.
Shirley Strachan meurt dans un accident d'hélicoptère le 29 août 2001. Son prédécesseur comme chanteur de Skyhooks, Peter Hill, atteint d'un cancer du foie, meurt le 31 octobre 2005 après avoir joué une dernière fois sur scène avec le groupe le 13 septembre précédent au Annandale Hotel de Sydney. Le guitariste originel du groupe, Peter Starkie, meurt en septembre 2020 des suites d'une chute accidentelle.

## Membres
- Steve Hill : chant (1973-1974)
- Peter Inglis : guitare (1973)
- Peter Starkie (en) : guitare, chœurs (1973)
- Greg Macainsh (en) : basse, chœurs (1973-1980, 1983, 1984, 1990, 1994)
- Imants Strauks : batterie, percussions, chœurs (1973-1980,  1983, 1984, 1990, 1994)
- Bob Starkie : guitare, chœurs, chant (1973-1980,  1983, 1984, 1990, 1994)
- Red Symons (en) : guitare, chœurs, chant, claviers (1973-1977, 1983, 1984, 1990, 1994)
- Shirley Strachan (en) : chant (1974-1978, 1983, 1984, 1990, 1994)
- Bob Spencer (en) : guitare, chœurs (1977-1980)
- Tony Williams : chant (1978-1980)

## Discographie

### Albums studio
- 1974 : Living in the 70's (en)
- 1975 : Ego Is Not a Dirty Word (en)
- 1976 : Straight in a Gay Gay World (en)
- 1978 : Guilty Until Proven Insane (en)
- 1980 : Hot for the Orient (en)

### Albums en concert
- 1978 : Live! Be in It
- 1983 : Live in the 80's

### Compilations
- 1977 : The Skyhooks Tapes
- 1979 : The Best of Skyhooks
- 1982 : The Skyhooks Box (coffret)
- 1990 : The Latest and Greatest
- 1994 : Singles and B-sides
- 1999 : The Lost Album
- 2015 : Hits 'n' Riffs
- 2015 : Don't You Believe What You've Seen or You've Heard (coffret)

### Singles
- 1974 : Living in the 70's / You're a Broken Gin Bottle, Baby
- 1975 : Horror Movie (en) / Carlton (Lygon Street Limbo)
- 1975 : Ego Is Not a Dirty Word / Every Chase a Steeple
- 1975 : All My Friends Are Getting Married / Saturday Night
- 1975 : Million Dollar Riff / Forging Ahead
- 1976 : Let It Rock (Live) (en) / Saturday Night (Live)
- 1976 : This Is My City / Somewhere in Sydney
- 1976 : Blue Jeans / Mumbo Jumbo
- 1977 : Party to End All Parties / Hot Rod James
- 1978 : Women in Uniform / Don't Take Your Lurex to the Laundromat / Do the Hook
- 1978 : Megalomania / BBBBBBBBBBBBBoogie
- 1979 : Over the Border / Wrong Number but the Right Girl
- 1980 : This Town Is Boring / Is This Too Much
- 1980 : Keep the Junk in America / Rolls Royce
- 1982 : Hooked on Hooks / Smut
- 1990 : Jukebox in Siberia (en)
- 1990 : Tall Timber
- 1994 : Happy Hippy Hut